# Férfi 4 × 100 méteres gyorsváltó a 2017-es úszó-világbajnokságon
A 2017-es úszó-világbajnokságon a férfi 4 × 100 méteres gyorsváltó versenyszámának döntőjét Budapesten rendezték, a Duna Arénában. A győztes az Egyesült Államok váltója lett.

## Selejtező
| #   | Név                                                                          | Ország                  | Idő     |   |
| --- | ---------------------------------------------------------------------------- | ----------------------- | ------- | - |
| 1.  | Gabriel Santos Marcelo Chierighini César Cielo Filho Bruno Fratus            | Brazília                | 3:12.34 | Q |
| 2.  | Cameron McEvoy Zac Incerti Alexander Graham Jack Cartwright                  | Ausztrália              | 3:12.45 | Q |
| 3.  | Blake Pieroni Michael Chadwick Zachary Apple Townley Haas                    | Egyesült Államok        | 3:12.90 | Q |
| 4.  | Luca Dotto Ivano Vendrame Alessandro Miressi Filippo Magnini                 | Olaszország             | 3:13.26 | Q |
| 5.  | Kozma Dominik Németh Nándor Holoda Péter Bohus Richárd                       | Magyarország            | 3:13.28 | Q |
| 6.  | Alekszandr Popkov Nyikita Korolev Nyikita Lobincev Vlagyimir Morozov         | Oroszország             | 3:13.84 | Q |
| 7.  | Nakamura Kacumi Sioura Sinri Macumoto Kacuhiro Koga Junya                    | Japán                   | 3:14.82 | Q |
| 8.  | Yuri Kisil Markus Thormeyer Javier Acevedo Carson Olafson                    | Kanada                  | 3:14.88 | Q |
| 9.  | Velimir Stjepanović Sabo Sebastijan Ivan Lenđer Andrej Barna                 | Szerbia                 | 3:15.64 |   |
| 10. | Kyle Stolk Stan Pijnenburg Ben Schwietert Jesse Puts                         | Hollandia               | 3:16.09 |   |
| 11. | Apostolos Christou Odyssefs Meladinis Christos Katrantzis Krisztian Golomeev | Görögország             | 3:16.92 |   |
| 12. | Douglas Erasmus Clayton Jimmie Myles Brown Zane Waddell                      | Dél-afrikai Köztársaság | 3:17.41 |   |
| 13. | Lin Jung-csing Yu Hexin Cao Jiwen Ma Tianchi                                 | Kína                    | 3:17.69 |   |
| 14. | Matthew Stanley Sam Perry Corey Main Daniel Hunter                           | Új-Zéland               | 3:17.74 |   |
| 15. | Ali Khalafalla Mohamed Samy Youssef Abdalla Mohamed Hussein                  | Egyiptom                | 3:18.23 |   |
| 16. | Arciom Macsekin Viktar Kraszocska Viktar Sztaszjalovics Anton Latkin         | Fehéroroszország        | 3:19.62 |   |
| 17. | Liran Konovalov Yakov Toumarkin Zhuravlev Denis Loktev Tomer Frankel         | Izrael                  | 3:21.23 |   |
| 18. | Uvis Kalnins Daniils Bobrovs Nikolajs Maskalenko Girts Feldbergs             | Lettország              | 3:24.40 |   |
| 19. | Aleksey Tarasenko Artyom Kozlyuk Daniil Bukin Khurshidjon Tursunov           | Üzbegisztán             | 3:25.10 |   |
| 20. | Charles Hockin Busquetti Willian Vallejos Matias Lopez Benjamin Hockin       | Paraguay                | 3:25.98 |   |

## Döntő
| #         | Név                                                                  | Ország           | Idő     |  |
| --------- | -------------------------------------------------------------------- | ---------------- | ------- |  |
| Aranyérem | Caeleb Remel Dressel Townley Haas Blake Pieroni Nathan Adrian        | Egyesült Államok | 3:10.06 |  |
| Ezüstérem | Gabriel Santos Marcelo Chierighini César Cielo Filho Bruno Fratus    | Brazília         | 3:10.34 |  |
| Bronzérem | Kozma Dominik Németh Nándor Holoda Péter Bohus Richárd               | Magyarország     | 3:11.99 |  |
| 4.        | Alekszandr Popkov Nyikita Korolev Nyikita Lobincev Vlagyimir Morozov | Oroszország      | 3:12.58 |  |
| 5.        | Nakamura Kacumi Sioura Sinri Macumoto Kacuhiro Koga Junya            | Japán            | 3:13.65 |  |
| 6.        | Yuri Kisil Markus Thormeyer Javier Acevedo Carson Olafson            | Kanada           | 3:15.25 |  |
|           | Cameron McEvoy Zac Incerti Alexander Graham Jack Cartwright          | Ausztrália       | DSQ     |  |
|           | Luca Dotto Ivano Vendrame Alessandro Miressi Filippo Magnini         | Olaszország      | DSQ     |  |